# Macchiagodena
Macchiagodena ist eine italienische Gemeinde (comune) mit 1626 Einwohnern (Stand 31. Dezember 2023) in der Provinz Isernia in der Region Molise. Die Gemeinde liegt etwa 15 Kilometer östlich von Isernia und grenzt unmittelbar an die Provinz Campobasso. Macchiagodena ist Teil der Comunità montana del Sannio.

## Geschichte
964 wird die Gemeinde erstmals urkundlich als Maccia de Godena erwähnt. Ursprünglich handelte es sich um eine befestigte Anlage zwischen den Grafschaften Isernia und Boiano.

## Trivia
Obwohl der Schutzpatron des Ortes, der Heilige Nikolaus von Myra, grundsätzlich am 6. Dezember verehrt wird, feiert ihn die Gemeinde am dritten Sonntag im Mai.